# Генрієтта (Міннесота)
Генрієтта (англ. Henriette) — місто (англ. city) в США, в окрузі Пайн штату Міннесота. Населення — 57 осіб (2020).

## Географія
Генрієтта розташована за координатами 45°52′16″ пн. ш. 93°7′11″ зх. д. / 45.87111° пн. ш. 93.11972° зх. д. (45.871222, -93.119603).  За даним Бюро перепису населення США в 2010 році місто мало площу 0,75 км², уся площа — суходіл.

## Демографія
Згідно з переписом 2010 року, у місті мешкала 71 особа в 32 домогосподарствах у складі 19 родин. Густота населення становила 95 осіб/км².  Було 38 помешкань (51/км²).
Расовий склад населення:
| - 90,1 % — білих - 1,4 % — азійців - 4,2 % — осіб інших рас |

До двох чи більше рас належало 4,2 %. Частка іспаномовних становила 4,2 % від усіх жителів.
За віковим діапазоном населення розподілялося таким чином: 22,5 % — особи молодші 18 років, 55,0 % — особи у віці 18—64 років, 22,5 % — особи у віці 65 років та старші. Медіана віку мешканця становила 44,3 року. На 100 осіб жіночої статі у місті припадало 121,9 чоловіків;  на 100 жінок у віці від 18 років та старших — 103,7 чоловіків також старших 18 років.
Середній дохід на одне домашнє господарство  становив 29 872 долари США (медіана — 25 625), а середній дохід на одну сім'ю — 43 550 доларів (медіана — 42 500). За межею бідності перебувало 23,5 % осіб, у тому числі 8,3 % дітей у віці до 18 років та 9,1 % осіб у віці 65 років та старших.
Цивільне працевлаштоване населення становило 19 осіб. Основні галузі зайнятості: виробництво — 68,4 %, науковці, спеціалісти, менеджери — 15,8 %, публічна адміністрація — 5,3 %, мистецтво, розваги та відпочинок — 5,3 %.